# Inverness-shire
Inverness-shire (także Inverness, gael. Siorrachd Inbhir Nis) – hrabstwo historyczne w północnej Szkocji, z siedzibą administracyjną w Inverness.
Największe pod względem powierzchni hrabstwo Szkocji, w 1889 roku – 10 589 km², w 1951 roku – 10 907 km² (14% powierzchni kraju). W jego granicach znajdowała się znaczna część regionu Highlands. Zachodnia część hrabstwa była wyspiarska, obejmowała północną część archipelagu Hebrydów Wewnętrznych (w tym wyspę Skye) i południową Hebrydów Zewnętrznych (m.in. Harris, North Uist, South Uist, Benbecula, Barra). Hrabstwo posiadało dwie linie brzegowe – na zachodzie z Morzem Hebrydzkim, na północnym wschodzie – z zatoką Moray Firth (Morze Północne). Hrabstwo było niemal na całym obszarze górzyste (Grampiany, Góry Kaledońskie). Krajobraz zdominowany przez wrzosowiska, w mniejszym stopniu – lasy i tereny skaliste. W jego granicach znajdował się najwyższy szczyt Wielkiej Brytanii – Ben Nevis. Liczne jeziora, w tym Loch Ness, Loch Arkaig, Loch Lochy, Loch Laggan i Loch Ericht, rzeki – Spey, Ness, Beauly.
Słabo zaludnione, w 1889 roku – 90 454 mieszkańców, w 1951 roku – 84 930 (1,7% całkowitej ludności Szkocji). Główne ośrodki miejskie – Inverness, Fort William, Kingussie, Mallaig, Portree. Pod koniec XIX wieku około 1/20 powierzchni hrabstwa wykorzystywana była jako tereny uprawne, głównie w dolinach i na północno-wschodnim wybrzeżu. Na dużą skalę prowadzony był wypas owiec. Rozległe tereny łowieckie, wykorzystane głównie do polowań na jelenie i pardwy. Sieć drogowa zbudowana w XVIII wieku dla potrzeb wojskowych.
Hrabstwo zlikwidowane zostało w wyniku reformy administracyjnej w 1975 roku, jego obszar podzielony pomiędzy nowo utworzone regiony administracyjne Highland i Hebrydy Zewnętrzne.